# حسن رغفاوي
حسن رغفاوي، لاعب كرة قدم سعودي، يلعب في الظهير الأيسر في نادي السلمية.

## مسيرة اللاعب
مثل نادي الشباب في الفئات السنية وأعاره نادي الشباب إلى نادي المجزل ونادي ضمك لعب بعدها في نادي الباطن ونادي الكوكب ونادي العين ونادي الشعلة ونادي السلمية.

## روابط خارجية
- حسن رغفاوي على موقع قاعدة بيانات كرة القدم.إي يو (الإنجليزية)
- حسن رغفاوي على موقع Soccerway.com (الإنجليزية)